# Melangyna lucifera
Melangyna lucifera là một loài ruồi trong họ Ruồi giả ong (Syrphidae). Loài này được Nielsen mô tả khoa học đầu tiên năm 1980. Melangyna lucifera phân bố ở vùng Cổ Bắc giới (Đan Mạch)